# Ilion (Nueva York)
Ilion es una villa ubicada en el condado de  Herkimer en el estado estadounidense de Nueva York. En el año 2000 tenía una población de 8610 habitantes y una densidad poblacional de 1342.3 personas por km².

## Geografía
Ilion se encuentra ubicada en las coordenadas 43°0′48″N 75°2′37″O / 43.01333, -75.04361.

## Demografía
Según la Oficina del Censo en 2000 los ingresos medios por hogar en la localidad eran de 31 793 $, y los ingresos medios por familia eran 38 203 $. Los hombres tenían unos ingresos medios de 30 069 $ frente a los 21 754 $ para las mujeres. La renta per cápita para la localidad era de 14 264 $. Alrededor del 17.1 % de la población estaban por debajo del umbral de pobreza.